# Општина Тепатитлан де Морелос (Халиско)
Тепатитлан де Морелос (шп. Tepatitlán de Morelos) општина је у Мексику у савезној држави Халиско. Општина се налази на надморској висини од 1785 м.

## Становништво
Према подацима из 2010. у општини је живело 136123 становника.

### Хронологија
| Година       | 2000                   | 2005                   | 2010                   |
| ------------ | ---------------------- | ---------------------- | ---------------------- |
| Становништво | 119197 (57093 / 62104) | 126625 (60991 / 65634) | 136123 (66244 / 69879) |

### Попис
| \| \| м \| \| \| ж \| \| 0—2 \| 4.024 \| \| \| 4.013 \| \| 3—5 \| 4.300 \| \| \| 4.077 \| \| 6—11 \| 8.822 \| \| \| 8.579 \| \| 12—14 \| 4.197 \| \| \| 4.102 \| \| 15—17 \| 4.363 \| \| \| 4.268 \| \| 18—24 \| 8.865 \| \| \| 9.458 \| \| 60+ \| 5.575 \| \| \| 6.468 \| \| Просек : \| 27,7 \| \| \| 28,8 \| |       |  |  |       |
| |       |  |  |       |
| | м     |  |  | ж     |
| 0—2 | 4.024 |  |  | 4.013 |
| 3—5 | 4.300 |  |  | 4.077 |
| 6—11 | 8.822 |  |  | 8.579 |
| 12—14 | 4.197 |  |  | 4.102 |
| 15—17 | 4.363 |  |  | 4.268 |
| 18—24 | 8.865 |  |  | 9.458 |
| 60+ | 5.575 |  |  | 6.468 |
| Просек : | 27,7  |  |  | 28,8  |

| #   | Индикатор                                                                                        | Вредност |
| --- | ------------------------------------------------------------------------------------------------ | -------- |
| 1   | Становништво од 0 до 2 године                                                                    | 8037     |
| 2   | Мушко становништво од 0 до 2 године                                                              | 4024     |
| 3   | Женско становништво од 0 до 2 године                                                             | 4013     |
| 4   | Становништво са 3 и више година                                                                  | 127799   |
| 5   | Мушко становништво са 3 и више година                                                            | 62076    |
| 6   | Женско становништво са 3 и више година                                                           | 65723    |
| 7   | Становништво са 5 и више година                                                                  | 122227   |
| 8   | Мушко становништво са 5 и више година                                                            | 59243    |
| 9   | Женско становништво са 5 и више година                                                           | 62984    |
| 10  | Становништво са 12 и више година                                                                 | 102021   |
| 11  | Мушко становништво са 12 и више година                                                           | 48954    |
| 12  | Женско становништво са 12 и више година                                                          | 53067    |
| 13  | Становништво са 15 и више година                                                                 | 93722    |
| 14  | Мушко становништво са 15 и више година                                                           | 44757    |
| 15  | Женско становништво са 15 и више година                                                          | 48965    |
| 16  | Становништво са 18 и више година                                                                 | 85091    |
| 17  | Мушко становништво са 18 и више година                                                           | 40394    |
| 18  | Женско становништво са 18 и више година                                                          | 44697    |
| 19  | Становништво од 3 до 5 година                                                                    | 8377     |
| 20  | Мушко становништво од 3 до 5 година                                                              | 4300     |
| 21  | Женско становништво од 3 до 5 година                                                             | 4077     |
| 22  | Становништво од 6 до 11 година                                                                   | 17401    |
| 23  | Мушко становништво од 6 до 11 година                                                             | 8822     |
| 24  | Женско становништво од 6 до 11 година                                                            | 8579     |
| 25  | Становништво од 8 до 14 година                                                                   | 20085    |
| 26  | Мушко становништво од 8 до 14 година                                                             | 10196    |
| 27  | Женско становништво од 8 до 14 година                                                            | 9889     |
| 28  | Становништво од 12 до 14 година                                                                  | 8299     |
| 29  | Мушко становништво од 12 до 14 година                                                            | 4197     |
| 30  | Женско становништво од 12 до 14 година                                                           | 4102     |
| 31  | Становништво од 15 до 17 година                                                                  | 8631     |
| 32  | Мушко становништво од 15 до 17 година                                                            | 4363     |
| 33  | Женско становништво од 15 до 17 година                                                           | 4268     |
| 34  | Становништво од 18 до 24 године                                                                  | 18323    |
| 35  | Мушко становништво од 18 до 24 године                                                            | 8865     |
| 36  | Женско становништво од 18 до 24 године                                                           | 9458     |
| 37  | Женско становништво од 15 до 49 година                                                           | 37419    |
| 38  | Становништво са 60 и више година                                                                 | 12043    |
| 39  | Мушко становништво са 60 и више година                                                           | 5575     |
| 40  | Женско становништво са 60 и више година                                                          | 6468     |
| 41  | Однос између мушкараца и жена                                                                    | 94.8     |
| 42  | Становништво од нуле до 14 година                                                                | 42114    |
| 43  | Становништво од 15 до 64 године                                                                  | 85250    |
| 44  | Становништво од 65 година и више                                                                 | 8472     |
| 45  | Просечан број деце                                                                               | 2.53     |
| 46  | Становништво рођено у ентитету                                                                   | 127928   |
| 47  | Мушко становништво рођено у ентитету                                                             | 61980    |
| 48  | Женско становништво рођено у ентитету                                                            | 65948    |
| 49  | Становништво рођено у другом ентитету                                                            | 5656     |
| 50  | Мушко становништво рођено у другом ентитету                                                      | 2998     |
| 51  | Женско становништво рођено у другом ентитету                                                     | 2658     |
| 52  | Становништво од 5 година и више резидентно у ентитету у јуну 2005. године                        | 118049   |
| 53  | Мушко становништво старосног доба од 5 година и више, резидентно у ентитету у јуну 2005. године  | 56721    |
| 54  | Женско становништво старосног доба од 5 и више година, резидентно у ентитету у јуну 2005. године | 61328    |
| 55  | Становништво од 5 година и више које је живело у другом ентитету у јуну 2005. године             | 1278     |
| 56  | Мушко становништво старије од 5 година које је живело у другом ентитету у јуну 2005. године      | 668      |
| 57  | Женско становништво старије од 5 година које је живело у другом ентитету у јуну 2005. године     | 610      |
| 58  | Становништво од 3 године и више које говори аутохтони језик                                      | 250      |
| 59  | Мушко становништво старо 3 године и више које говори аутохтони језик                             | 148      |
| 60  | Женско становништво старо 3 године и више које говори аутохтони језик                            | 102      |
| 61  | Становништво од 3 године и више које говори аутохтони језик и не говори шпански језик            | 1        |
| 62  | Мушко становништво старо 3 године и више које говори аутохтони језик и не говори шпански         | 1        |
| 63  | Женско становништво старо 3 године и више које говори аутохтони језик и не говори шпански језик  | 0        |
| 64  | Становништво старо 3 године и више које говори аутохтони језик и шпански                         | 87       |
| 65  | Мушко становништво старо 3 године и више које говори аутохтони језик и шпански                   | 54       |
| 66  | Женско становништво старо 3 године и више које говори аутохтони језик и шпански                  | 33       |
| 67  | Становништво од 5 година и више које говори аутохтони језик                                      | 243      |
| 68  | Становништво од 5 година и више које говори аутохтони језик и не говори шпански језик            | 1        |
| 69  | Становништво од 5 година и више које говори аутохтони језик и говори шпански језик               | 87       |
| 70  | Становништво у домородачким домаћинствима                                                        | 560      |
| 71  | Становништво са ограничењима у активностима                                                      | 5342     |
| 72  | Становништво са ограниченим ходањем или кретањем, горе или доле                                  | 2929     |
| 73  | Становници са ограничењима вида, чак и уз кориштење сочива                                       | 1113     |
| 74  | Становништво са ограничењима говора, комуникације или конверзације                               | 451      |
| 75  | Становништво са ограниченим слухом                                                               | 524      |
| 76  | Становништво са ограничењима при одевању, купању или јелу                                        | 252      |
| 77  | Становништво са ограничењима у опажању или учењу једноставних ствари                             | 287      |
| 78  | Становништво са менталним ограничењима                                                           | 839      |
| 79  | Становништво без ограничења активности                                                           | 129988   |
| 80  | Становништво од 3 до 5 година које не похађа школу                                               | 3696     |
| 81  | Мушко становништво од 3 до 5 година које не похађа школу                                         | 1915     |
| 82  | Женско становништво од 3 до 5 година које не похађа школу                                        | 1781     |
| 83  | Становништво од 6 до 11 година које не похађа школу                                              | 509      |
| 84  | Мушко становништво од 6 до 11 година које не похађа школу                                        | 283      |
| 85  | Женско становништво од 6 до 11 година које не похађа школу                                       | 226      |
| 86  | Становништво од 12 до 14 година које не похађа школу                                             | 1010     |
| 87  | Мушко становништво од 12 до 14 година које не похађа школу                                       | 551      |
| 88  | Женско становништво од 12 до 14 година које не похађа школу                                      | 459      |
| 89  | Становништво од 15 до 17 година похађа школу                                                     | 4864     |
| 90  | Мушко становништво од 15 до 17 година похађа школу                                               | 2262     |
| 91  | Женско становништво између 15 и 17 година живота у школи                                         | 2602     |
| 92  | Становништво од 18 до 24 године похађа школу                                                     | 3786     |
| 93  | Мушко становништво од 18 до 24 године похађа школу                                               | 1881     |
| 94  | Женско становништво од 18 до 24 године похађа школу                                              | 1905     |
| 95  | Становништво од 8 до 14 година које не може да чита и пише                                       | 605      |
| 96  | Мушко становништво старосног доба од 8 до 14 година које не може да чита и пише                  | 377      |
| 97  | Женско становништво старосног доби од 8 до 14 година које не може да чита и пише                 | 228      |
| 98  | Становништво од 15 година и више које је неписмено                                               | 6108     |
| 99  | Мушко становништво од 15 година и више које је неписмено                                         | 2683     |
| 100 | Женско становништво од 15 година и више које је неписмено                                        | 3425     |
| 101 | Становништво старо 15 и више година без школовања                                                | 7879     |
| 102 | Мушко становништво старо 15 и више година без школовања                                          | 3549     |
| 103 | Женско становништво старо 15 и више година без школовања                                         | 4330     |
| 104 | Становништво старосног доба 15 и више година са непотпуним основним образовањем                  | 16501    |
| 105 | Мушко становништво старосног доба од 15 година и више са непотпуном основним образовањем         | 8292     |
| 106 | Женско становништво старосног доба 15 и више година са непотпуном основним образовањем           | 8209     |
| 107 | Становништво старо 15 и више година са комплетним основним образовањем                           | 20530    |
| 108 | Мушко становништво старо 15 година и више са комплетним основним образовањем                     | 9952     |
| 109 | Женско становништво старо 15 и више година са комплетним основним образовањем                    | 10578    |
| 110 | Становништво старосног доба 15 и више година са непотпуним средњим образовањем                   | 5353     |
| 111 | Мушко становништво старосног доба од 15 година и више са непотпуним средњим образовањем          | 2925     |
| 112 | Женско становништво старосног доба од 15 година и више са непотпуним средњим образовањем         | 2428     |
| 113 | Становништво старо 15 и више година са пуним секундарном образовањем                             | 19133    |
| 114 | Мушко становништво старосног доба од 15 година и више са пуним секундарном образовањем           | 8696     |
| 115 | Женско становништво старосног доба од 15 година и више са пуним секундарном образовањем          | 10437    |
| 116 | Становништво старије од 18 година са постосновним образовањем                                    | 21528    |
| 117 | Мушко становништво старије од 18 година са постосновним образовањем                              | 10227    |
| 118 | Женско становништво старије од 18 година са постосновним образовањем                             | 11301    |
| 119 | Просечна оцена школовања                                                                         | 7.52     |
| 120 | Просечан ниво образовања мушке популације                                                        | 7.55     |
| 121 | Просечан ниво образовања женског становништва                                                    | 7.5      |
| 122 | Економски активно становништво                                                                   | 58131    |
| 123 | Економски активна мушка популација                                                               | 38200    |
| 124 | Економски активна женска популација                                                              | 19931    |
| 125 | Становништво које није економски активно                                                         | 43342    |
| 126 | Мушко становништво које није економски активно                                                   | 10390    |
| 127 | Женско становништво које није економски активно                                                  | 32952    |
| 128 | Запослено становништво                                                                           | 56113    |
| 129 | Запослено мушко становништво                                                                     | 36610    |
| 130 | Запослено женско становништво                                                                    | 19503    |
| 131 | Незапослена популација                                                                           | 2018     |
| 132 | Незапослена мушка популација                                                                     | 1590     |
| 133 | Незапослена женска популација                                                                    | 428      |
| 134 | Становништво без права на здравствене услуге                                                     | 51196    |
| 135 | Становништво које има право на здравствене услуге                                                | 84277    |
| 136 | Становништво које има право на ИМСС                                                              | 57753    |
| 137 | Становништво које има право на социјално осигурање                                               | 2911     |
| 138 | Становништво које има право на државно социјално осигурање                                       | 82       |
| 139 | Становништво које има право на опште осигурање или здравствено осигурање за нову генерацију      | 19902    |
| 140 | Становништво које је било једном или није било у браку током 12 година и више                    | 41485    |
| 141 | Венчано или уједињено становништво од 12 година и више                                           | 53744    |
| 142 | Становништво које је било у браку или уједињено 12 година и више                                 | 6672     |
| 143 | Становништво са католичком религијом                                                             | 133132   |
| 144 | Протестанти, еванђелисти и библијски следбеници различити од еванђелиста                         | 1730     |
| 145 | Становништво са другим религијама различитим од претходних                                       | 13       |
| 146 | Становништво без религије                                                                        | 576      |
| 147 | Укупно пописаних домаћинства                                                                     | 32987    |
| 148 | Пописна домаћинства на челу са мушкарцима                                                        | 25639    |
| 149 | Пописна домаћинства на челу са женама                                                            | 7348     |
| 150 | Становништво у пописним домаћинствима                                                            | 135477   |
| 151 | Становништво у пописним домаћинствима на челу са мушкарцима                                      | 110876   |
| 152 | Становништво у пописним домаћинствима на челу са женама                                          | 24601    |
| 153 | Укупно домаћинстава                                                                              | 41536    |
| 154 | Укупно насељених домаћинстава                                                                    | 33088    |
| 155 | Укупно приватних кућа                                                                            | 41435    |
| 156 | Насељени приватни домови                                                                         | 32987    |
| 157 | Укупно насељених приватних кућа                                                                  | 33070    |
| 158 | Ненасељене приватне куће                                                                         | 4854     |
| 159 | Појединачна домаћинства за привремену употребу                                                   | 3594     |
| 160 | Становници у насељеним приватним кућама                                                          | 135477   |
| 161 | Насељеност станара у приватним становима                                                         | 4.11     |
| 162 | Просечно становника по соби у приватним насељеним домаћинствима                                  | 0.96     |
| 163 | Појединачна домаћинства са подовима од различитих материјала од земље                            | 32564    |
| 164 | Појединачна домаћинства у приземљу                                                               | 293      |
| 165 | Појединачна домаћинства са једном спаваћом собом                                                 | 8251     |
| 166 | Појединачна домаћинства са две спаваће собе и више                                               | 24640    |
| 167 | Појединачна домаћинства са једним собом                                                          | 548      |
| 168 | Појединачна домаћинства са две собе                                                              | 2349     |
| 169 | Појединачна домаћинства са 3 собе и више                                                         | 29977    |
| 170 | Појединачна домаћинства која имају електрично светло                                             | 32745    |
| 171 | Појединачна домаћинства која немају електрично светло                                            | 173      |
| 172 | Појединачна домаћинства која имају водоводну воду у стамбеном простору                           | 31382    |
| 173 | Појединачна домаћинства која немају водоводну воду у стамбеном простору                          | 1492     |
| 174 | Појединачна домаћинства која имају тоалет                                                        | 32343    |
| 175 | Појединачна домаћинства која имају канализацију                                                  | 32313    |
| 176 | Појединачна домаћинства која немају канализацију                                                 | 545      |
| 177 | Појединачна домаћинства која имају електрично светло, довод воде из јавне мреже и канализацију   | 31079    |
| 178 | Појединачна домаћинства без икаквих услова                                                       | 91       |
| 179 | Појединачна домаћинства која имају радио                                                         | 27978    |
| 180 | Појединачна домаћинства која имају телевизор                                                     | 32291    |
| 181 | Појединачна домаћинства која имају фрижидер                                                      | 31229    |
| 182 | Појединачна домаћинства која имају машину за веш                                                 | 29278    |
| 183 | Појединачна домаћинства која имају аутомобил или комби                                           | 21740    |
| 184 | Појединачна домаћинства која имају рачунар                                                       | 10128    |
| 185 | Појединачна домаћинства која имају фиксну телефонску линију                                      | 16084    |
| 186 | Појединачна домаћинства која имају мобилни телефон                                               | 25751    |
| 187 | Појединачна домаћинства која имају приступ интернету                                             | 7234     |